# ناوشکن کلاس تروکستام
دیسترویر کلاس تروکستام (به انگلیسی: Truxtun-class destroyer) یک کلاس از کشتی است که طول آن ۲۵۹ فوت ۶ اینچ (۷۹٫۱۰ متر) می‌باشد.